# Johann Julius Siben

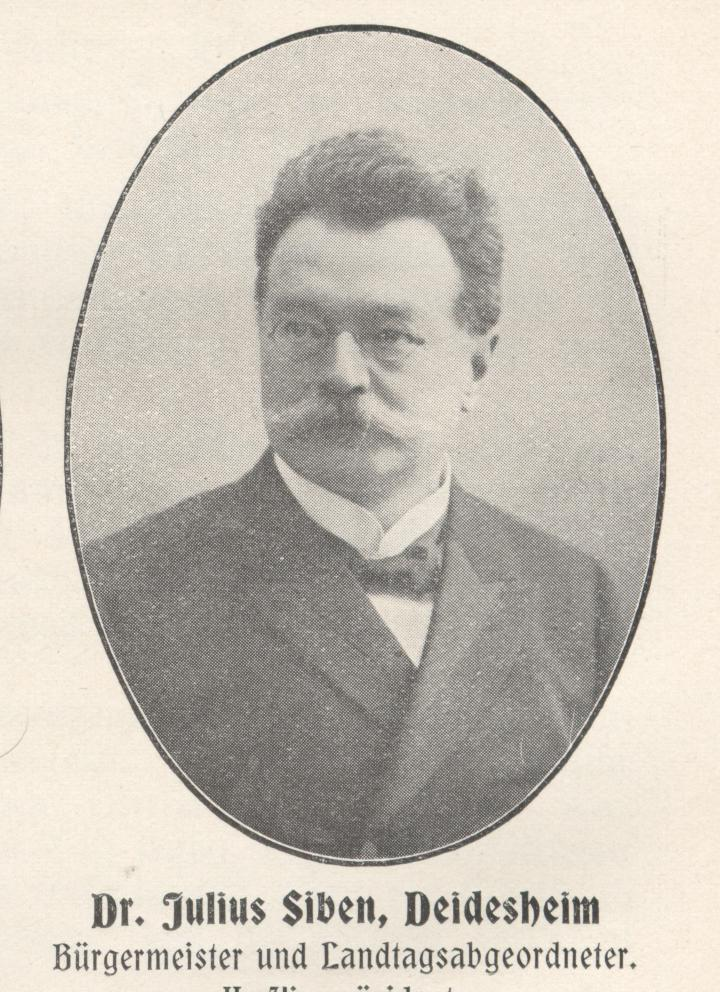
Dr. Julius Siben, Foto aus der Festschrift zum Deutschen Katholikentag, Mannheim, 1902

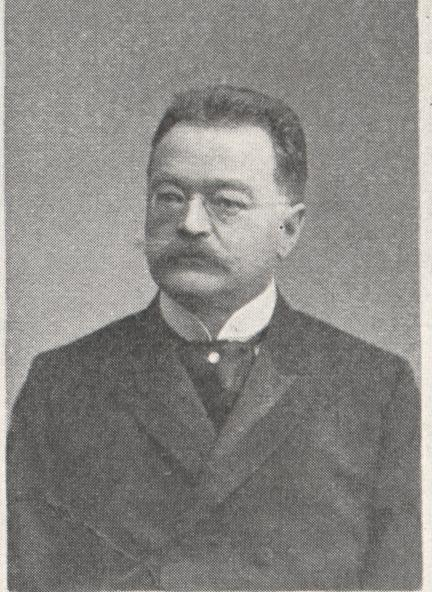
Dr. Julius Siben in der Festschrift zum 25-jährigen Gründungsjubiläum der Katholischen Studentenverbindung „Alemannia“ München, 1906

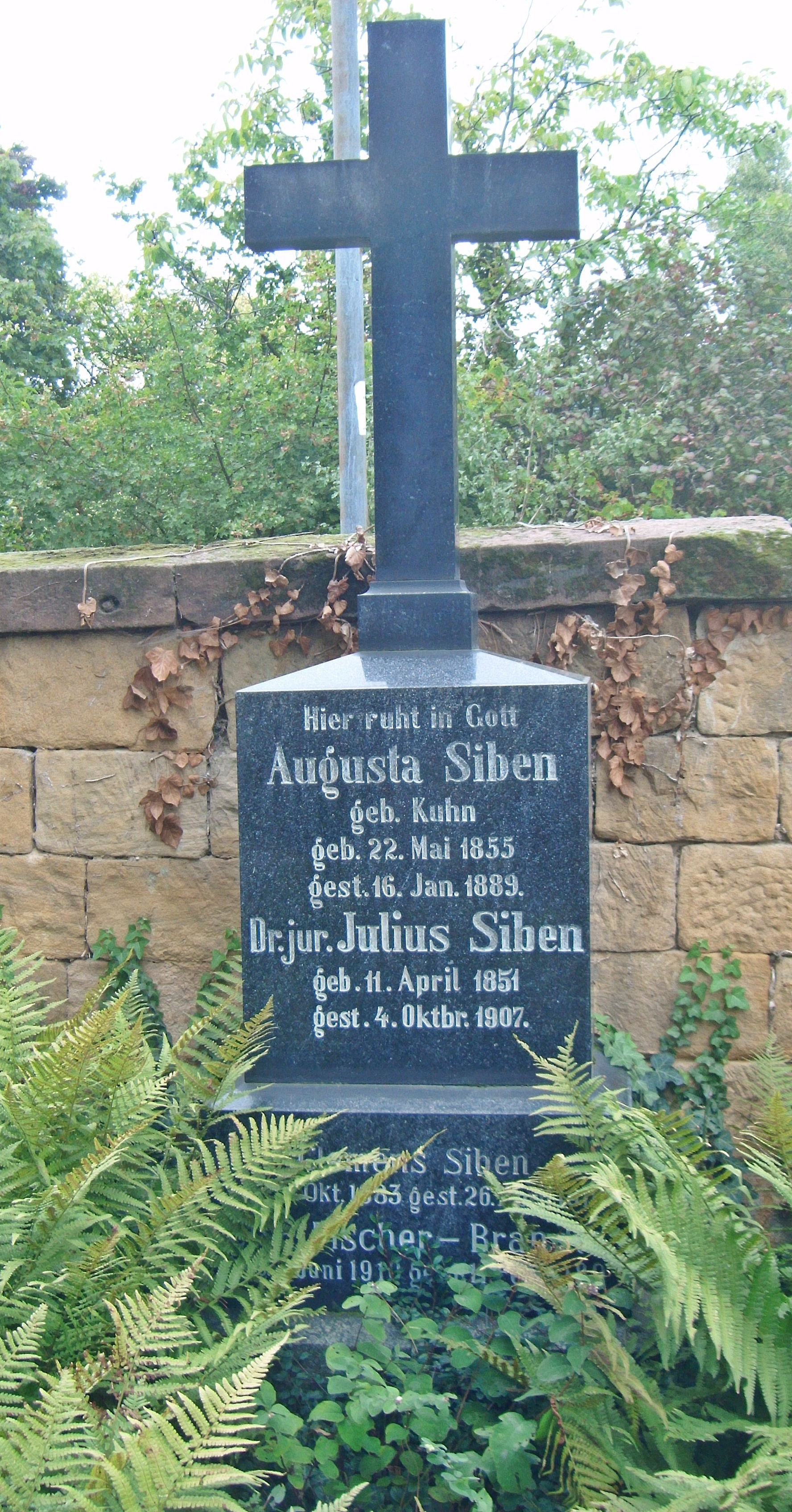
Grab auf dem Friedhof Deidesheim

Johann Julius Siben (* 11. April 1851 in Deidesheim; † 4. Oktober 1907 ebenda) war eine führende Persönlichkeit des politischen Katholizismus in der Rheinpfalz und Weingutsbesitzer in der pfälzischen Kleinstadt Deidesheim, der er auch zehn Jahre lang als Bürgermeister vorstand.

## Familie
Sibens Vater war Georg Siben, er war Weingutsbesitzer und Bürgermeister von Deidesheim; seine Mutter Apollonia geb. Moßbacher stammte aus Forst an der Weinstraße. Er hatte sechs Geschwister, sein Bruder Josef Siben war Mitglied der Bayerischen Abgeordnetenkammer. Am 17. Juni 1876 heiratete er in Landau Barbara Josephina Augusta Kuhn, die Tochter eines Anwalts. Ihr Sohn Arnold hatte wie Siben das Bürgermeisteramt in Deidesheim inne; er übte es von 1920 bis 1933 aus.

## Leben
Von 1864 bis 1869 besuchte Siben das Gymnasium in Speyer, er verließ es als bester Absolvent seines Jahrgangs. Anschließend studierte er in Bonn, Heidelberg und Würzburg Philosophie und Jura; die Promotion zum Doktor in beiden Disziplinen erfolgte in Heidelberg. Danach war er als Referendar in Neustadt und Landau tätig, in Speyer legte er das große juristische Staatsexamen ab. 1878 übernahm Siben nach dem überraschenden Tod seines Vaters zusammen mit seinen Geschwistern das väterliche Weingut, das heute Weingut Georg Siben Erben heißt. Seine akademische Laufbahn im Staatsdienst konnte er deswegen nicht fortsetzen.
Siben setzte sich für die Interessen der Katholiken in der Pfalz ein und trat bei vielen Katholikenversammlungen als Redner auf: Er war Hauptredner und Leiter der Pfälzischen Katholikenversammlung am 28. Juli 1889 in Neustadt, an der etwa 12.000 Personen teilnahmen, um gegen „die Zwangsjacke zu protestieren, die der Staat der Kirche angelegt hatte“. Am 23. September 1889 wirkte Siben an einer weiteren Veranstaltung in München mit. 1890 war Siben Redner auf dem Koblenzer Katholikentags und 1891 sprach er auf der ersten großen Versammlung des Volksvereins für das katholische Deutschland in Köln. Des Weiteren engagierte sich Siben auch in der Görres-Gesellschaft und im Albertus-Magnus-Verein. Er war Ehrenmitglied der katholischen Studentenverbindungen KDStV Markomannia Würzburg im CV (seit 1875) und KStV Normannia Würzburg im KV.
Seit 1884 hatte Siben einen Sitz im Stadtrat von Deidesheim inne, war seit 1885 erster Beigeordneter der Stadt und stand Deidesheim von 1895 bis 1905 als Bürgermeister vor.

## Wirken in Reichs- und Landespolitik
Das Familienvermögen bot Siben Gelegenheit, sich politisch zu engagieren. Im Sinne seiner konservativ-katholische Familientradition schloss er sich der Zentrumspartei an. Zusammen mit dem Speyerer Publizist Eugen Jäger und dem Gymnasiallehrer Franz Xaver Schädler war Siben 1882 an der Gründung der pfälzischen Zentrumspartei in Neustadt an der Haardt beteiligt und wurde auf Vorschlag Jägers zum ersten Vorsitzenden gewählt; dieses Amt übte er die nächsten 25 Jahre lang aus.
Für die Zentrumspartei kandidierte Siben 1877 erstmals im Wahlkreis Speyer-Ludwigshafen für einen Sitz im Reichstag. Er hatte jedoch gegen die liberalen Kandidaten, die im Unterschied zum rechtsrheinischen Bayern in der Rheinpfalz dominierten, keine Chance. Dasselbe Bild bot sich auch bei den Reichstagswahlen der nächsten 25 Jahre, bei denen Siben wieder kandidierte. Um bei Landtagswahlen gegen die starke Dominanz der liberalen Kräfte eine Chance zu haben, taten sich die SPD und das Zentrum 1899 in einem Wahlbündnis zusammen. Dadurch konnte Siben als eines der ersten Zentrumsmitglieder ein Mandat in der Kammer der Abgeordneten des Königreichs Bayern erringen. Im Jahr 1905 gelang es ihm ein weiteres Mal, in der Kammer der Abgeordneten einen Sitz zu erlangen. Weitergehende politische Ambitionen verhinderte ein Herzleiden Sibens, weswegen er im Frühjahr 1907 den Vorsitz der pfälzischen Zentrumspartei niederlegte und auf eine weitere Landtagskandidatur verzichtete.